# Michael Baldwin
Michael Baldwin este un personaj fictiv, din filmul Tânăr și neliniștit, interpretat de Christian LeBlanc.

## Rude

### Părinți
- Lowell "River" Baldwin (tată)
- Gloria Bardwell (mamă)
- Tom Fisher (tată vitreg)

### Alte rude
- Kevin Fisher (frate, matern)

## Căsătorii
- Hilary Lancaster (divorțat) [1992 - 1993]
- Lauren Fenmore (căsătorit) [2005 - ]

## Copii
- Fenmore Baldwin (fiu, cu Lauren)